# 大迫唯志
大迫 唯志（おおさこ ただし、1955年10月6日 - ）は、日本の弁護士。広島大学大学院法務研究科教授や、日本弁護士連合会副会長、中国地方弁護士会連合会理事長等を務めた。

## 人物・経歴
1974年修道高等学校卒業。1979年中央大学法学部卒業。1982年弁護士登録。2007年広島大学大学院法務研究科教授。2010年広島弁護士会会長。2011年中国地方弁護士会連合会理事長。2014年から日本弁護士連合会副会長を務め、階猛衆議院議員や、江藤洋一日本弁護士連合会秘密保護法対策本部本部長代行らとともに、特定秘密の保護に関する法律施行反対運動を行った。2019年弁護士法人広島総合法律会計事務所所長。2020年広島銀行監査役。法務省法制審議会委員、下級裁判所裁判官指名諮問委員会地域委員会委員、西川ゴム工業取締役、ヒロテック監査役等も歴任した。

## 著作
- 『最新金融取引と電子記録債権の法務』金融財政事情研究会 2010年